# Caja Oblatos CFD
El Caja Oblatos Club de Fútbol Deportivo es un equipo de fútbol mexicano que juega en la Serie B de la Segunda División. Tiene como sede Guadalajara, Jalisco.

## Historia
Los orígenes del equipo se remontan al centro de formación de futbolistas perteciente a la Caja Popular Oblatos, una caja de ahorros localizada en Guadalajara, la cual contaba con este programa como parte de sus acciones sociales. En 2019 los propietarios de la caja decidieron fundar un equipo profesional para los jugadores formados en sus instalaciones, posteriormente lo inscribieron en la Tercera División de México, última categoría profesional del fútbol mexicano. En sus inicios el equipo enfrentó algunos problemas administrativos relacionados con la falta de pago de sueldo a sus futbolistas, además de fallos en algunos trámites administrativos, sin embargo, posteriormente estas situaciones fueron resueltas y el equipo pudo continuar participando en el fútbol profesional mexicano.
Desde su fundación el equipo ha tenido un desempeño irregular en la Tercera División, por lo que nunca consiguió clasificarse a la liguilla de ascenso ni trascender deportivamente en esa categoría del balompié nacional.
En julio de 2023 el club consiguió una plaza en la Serie B de la Segunda División, parte de la tercera categoría del fútbol mexicano, esto tras comprar una franquicia de expansión para aumentar el número de equipos participantes en esa rama de la también conocida como Liga Premier, por lo que el equipo consiguió ascender a través de los despachos. Tras su ascenso de categoría el equipo nombró a Julio Sánchez, procedente de las escuadras de fuerzas básicas del club, como su entrenador.
Como parte del proyecto de crecimiento del club se estableció una escuadra filial en la Tercera División tras llegar a un acuerdo con el Furia Roja Fútbol Club de Jesús María, Jalisco, el nuevo equipo fue llamado Caja Oblatos - Furia Roja.

## Temporadas
| Temporada     | División          | Posición       |
| ------------- | ----------------- | -------------- |
| 2019/2020¹    | 5.Tercera         | 14.º Grupo XI  |
| 2020/2021     | 5.Tercera         | 11.º Grupo XI  |
| 2021/2022     | 5.Tercera         | 6.º Grupo XIII |
| 2022/2023     | 5.Tercera         | 6.º Grupo XIV  |
| 2023/2024     | 4.Segunda Serie B | 10.º           |
| Apertura 2024 | 4.Segunda Serie B | 13.º           |
| Clausura 2025 | 4.Segunda Serie B | 11.º           |

1: Torneo suspendido por pandemia de COVID-19, sin embargo la liga consideró los registros como oficiales y quedaron guardados en las estadísticas.